# It's the End
"It's the End" is een nummer van de Nederlandse closeharmonygroep The Buffoons. Het verscheen op hun album Lookin' Ahead uit 1968. Op 26 januari van dat jaar werd het uitgebracht als de tweede single van dit album.

## Achtergrond
"It's the End" is geschreven door Larry Page en Gerry Langley en geproduceerd door Klaas Leyen. Het arrangement op het nummer werd verzorgd door Wim Jongbloed. Het is een cover van "This Is the End", oorspronkelijk uitgebracht door de Welshe zangeres Mia Lewis als de B-kant van haar single "Wish I Didn't Love Him".
"It's the End" werd op 26 januari 1968 uitgebracht als single. Oorspronkelijk was "Maria", oorspronkelijk uit de musical West Side Story, de A-kant van de single, maar om onbekende redenen werden deze omgewisseld. Het werd een van de grootste hits van de groep met een vierde plaats in de Nederlandse Top 40 en een vijfde plaats in de Parool Top 20.

## Hitnoteringen

### Nederlandse Top 40
| Hitnotering: 10-02-1968 t/m 20-04-1968 | Hitnotering: 10-02-1968 t/m 20-04-1968 | Hitnotering: 10-02-1968 t/m 20-04-1968 | Hitnotering: 10-02-1968 t/m 20-04-1968 | Hitnotering: 10-02-1968 t/m 20-04-1968 | Hitnotering: 10-02-1968 t/m 20-04-1968 | Hitnotering: 10-02-1968 t/m 20-04-1968 | Hitnotering: 10-02-1968 t/m 20-04-1968 | Hitnotering: 10-02-1968 t/m 20-04-1968 | Hitnotering: 10-02-1968 t/m 20-04-1968 | Hitnotering: 10-02-1968 t/m 20-04-1968 | Hitnotering: 10-02-1968 t/m 20-04-1968 | Hitnotering: 10-02-1968 t/m 20-04-1968 |
| Week                                   | 1                                      | 2                                      | 3                                      | 4                                      | 5                                      | 6                                      | 7                                      | 8                                      | 9                                      | 10                                     | 11                                     |                                        |
| -------------------------------------- | -------------------------------------- | -------------------------------------- | -------------------------------------- | -------------------------------------- | -------------------------------------- | -------------------------------------- | -------------------------------------- | -------------------------------------- | -------------------------------------- | -------------------------------------- | -------------------------------------- | -------------------------------------- |
| Nummer                                 | 40                                     | 18                                     | 9                                      | 6                                      | 4                                      | 5                                      | 10                                     | 11                                     | 18                                     | 24                                     | 39                                     | uit                                    |

### Parool Top 20
| Hitnotering: 24-02-1968 t/m 13-04-1968 | Hitnotering: 24-02-1968 t/m 13-04-1968 | Hitnotering: 24-02-1968 t/m 13-04-1968 | Hitnotering: 24-02-1968 t/m 13-04-1968 | Hitnotering: 24-02-1968 t/m 13-04-1968 | Hitnotering: 24-02-1968 t/m 13-04-1968 | Hitnotering: 24-02-1968 t/m 13-04-1968 | Hitnotering: 24-02-1968 t/m 13-04-1968 | Hitnotering: 24-02-1968 t/m 13-04-1968 | Hitnotering: 24-02-1968 t/m 13-04-1968 |
| Week                                   | 1                                      | 2                                      | 3                                      | 4                                      | 5                                      | 6                                      | 7                                      | 8                                      |                                        |
| -------------------------------------- | -------------------------------------- | -------------------------------------- | -------------------------------------- | -------------------------------------- | -------------------------------------- | -------------------------------------- | -------------------------------------- | -------------------------------------- | -------------------------------------- |
| Nummer                                 | 14                                     | 8                                      | 7                                      | 5                                      | 10                                     | 10                                     | 18                                     | 19                                     | uit                                    |

### NPO Radio 2 Top 2000
| Nummer met noteringen in de NPO Radio 2 Top 2000 | '99  | '00 | '01  | '02  | '03  | '04  | '05  | '06  | '07  | '08  | '09  | '10  |
| ------------------------------------------------ | ---- | --- | ---- | ---- | ---- | ---- | ---- | ---- | ---- | ---- | ---- | ---- |
| It's the End                                     | 1493 | 958 | 1803 | 1511 | 1385 | 1514 | 1242 | 1273 | 1375 | 1346 | 1892 | 1927 |

1. ↑  Een vetgedrukt getal geeft de hoogste notering aan.
2. ↑  Deze tabel is bijgewerkt tot en met de laatste editie (2024).